# 카이 호스로우
카이 호스로우는 페르시아 서사시 샤나메의 등장 인물이다. 그는 이란 왕자 시야바슈의 아들이며 투란의 공주 파란기스와 결혼했다. 그의 아버지는 그가 태어나기 전에 그의 외조부 아프라시아브에 의해 살해되었다. 그의 할아버지는 카이 카부스로 이란의 전설적이 황제이기도 하다. 카이 카부스는 그가 이란으로 어머니와 같이 돌아오자 그를 상속자로 선택하였다. 
카이 호스로우는 아베스타어의 카비 후스라바에서 유래하였다. 유명하다는 뜻이다.

## 같이 보기
- 히스타스페스
- 다리우스 1세